# Tratado de Tafna
El tratado de Tafna fue firmado por Abd al-Qadir en nombre de la resistencia contra la ocupación del norte de África por Francia y por el General Thomas Robert Bugeaud el 30 de mayo de 1837, habiendo sufrido las tropas coloniales enormes pérdidas y reveses militares en Argelia. A pesar del reconocimiento de la soberanía del imperio francés en África por parte de Abd al-Qádir, Francia lo pagó con la secesión de aproximadamente dos terceras partes de Argelia a Abd al-Qádir, es decir, las provincias de Orán y Argel. Solo consiguió Francia mantenerse en algunos pocos puertos, hasta quedar roto el tratado en 1839, produciéndose nuevos conflictos entre las fuerzas del caudillo argelino y las tropas imperiales de Francia.
- Datos: Q3536929